# Sagara, Karnataka

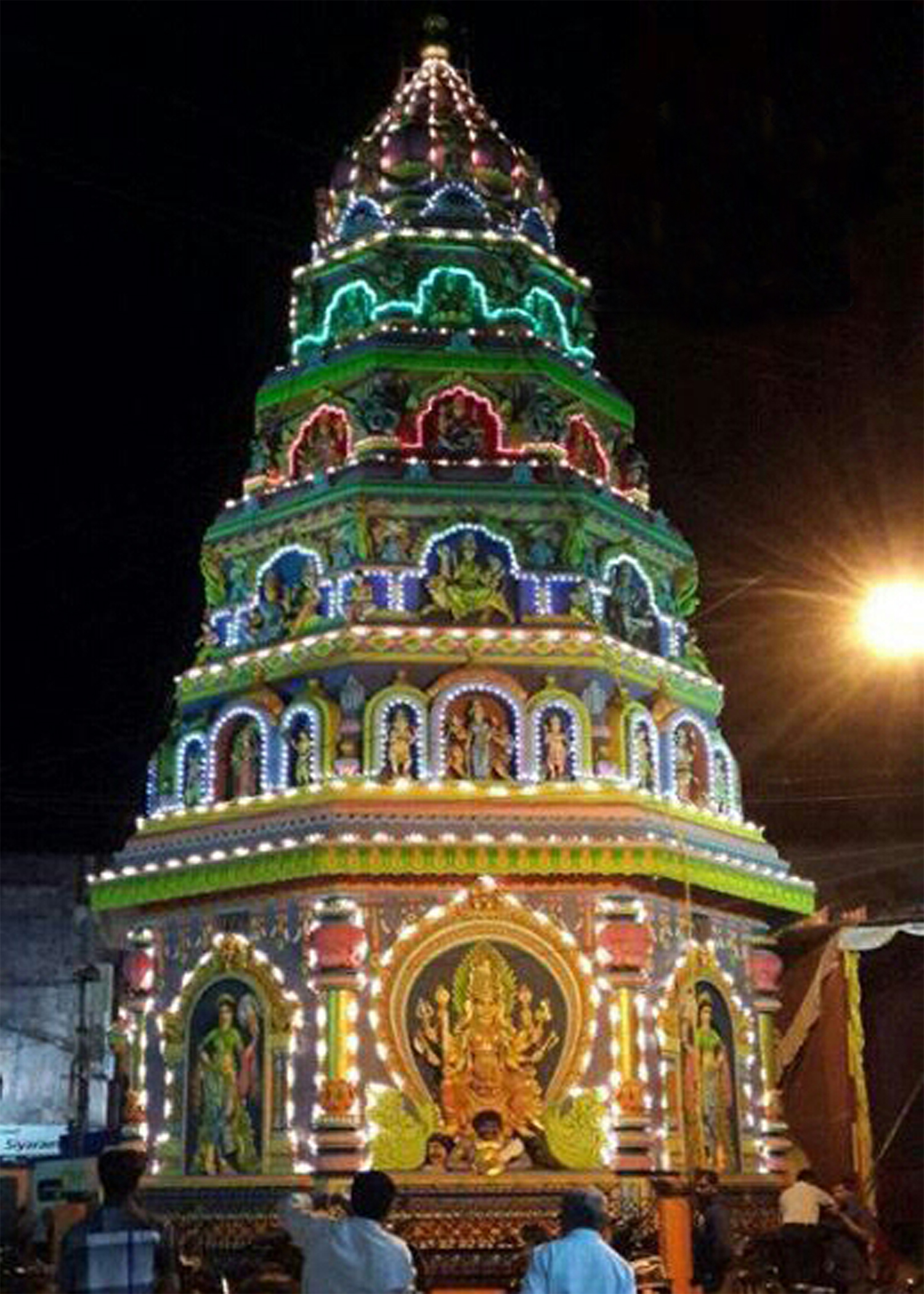
Sagar Marikamba Temple

Sagara hay Sagar là một thị trấn và là một taluk thuộc huyện Shimoga, bang Karnataka, Ấn Độ. 